# Visconde de Borges de Castro
Visconde de Borges de Castro é um título nobiliárquico criado por D. Luís I de Portugal, por Decreto de 1 e Carta de 8 de Junho de 1867, em favor de José Ferreira Borges de Castro.
Titulares
1. José Ferreira Borges de Castro, 1.° Visconde de Borges de Castro.

Após a Implantação da República Portuguesa, e com o fim do sistema nobiliárquico, usou o título: 
1. José Manuel de Carvalho Borges de Castro, 2.° Visconde de Borges de Castro.